# Rhytida greenwoodi
Rhytida greenwoodi är en snäckart. Rhytida greenwoodi ingår i släktet Rhytida och familjen Rhytididae.

## Underarter
Arten delas in i följande underarter:
- R. g. greenwoodi
- R. g. webbi